# Íñigo Vidondo
Íñigo Vidondo Fernández de Larrinoa (Vitoria, 23 de abril de 1989) es un patinador de velocidad sobre patines en línea, miembro del Club de Patinaje Elurra K.E. y expatinador de velocidad sobre hielo. 
Íñigo Vidondo comenzó como patinador en línea ganando dos veces el bronce en el Campeonato de Europa y una vez quinto en la carrera de eliminación por puntos en la Copa del Mundo. También logró el primer puesto por equipos en la World Inline Cup 2018 con el equipo In-Gravity International y el tercer puesto individual, en la misma prueba, en 2010.
En 2012, siguiendo el consejo de Marcello Bressin, pasó al patinaje de velocidad en hielo para participar en los Juegos Olímpicos de 1.500 metros en Pieonchang. En la temporada 2015/2016 formó parte de la Kia Speed Skating Academy de Marnix Wieberdink. Desde la primavera de 2015, Vidondo entrenó en Calgary con Abby Ennis, entrenadora que ha entrenado a velocistas como Jordan Belchos. El 9 de enero de 2016 debutó como todoterreno en el Campeonato de Europa All-round en Minsk.

### Récords nacionales
Cuando Vidondo comenzó en hielo, todos los récords españoles los ostentaba Asier Peña Iturria. El 15 de febrero de 2014, Vidondo consiguió en Inzell su primer récord español en los 500 metros. Los 1.500 metros siguieron un día después. En otoño siguieron los 1.000 y 3.000 metros, y un año más tarde los 5.000 metros. Vidondo siguió mejorando hasta su última temporada en activo.

### Récords personales[4]
| Distancia | Tiempo  | Fecha                    | Pista          |
| --------- | ------- | ------------------------ | -------------- |
| 500m      | 36.82   | 6 de enero de 2018       | Calgary Canadá |
| 1000m     | 1.11.04 | 2 de diciembre de 2017   | Calgary Canadá |
| 1500m     | 1.48.39 | 25 de noviembre de 2016  | Calgary Canadá |
| 3000m     | 3.51.74 | 7 de noviembre de 2015   | Calgary Canadá |
| 5000m     | 6.36.30 | 16 de septiembre de 2017 | Calgary Canadá |